# Graniczna Placówka Kontrolna Gryfino
Graniczna Placówka Kontrolna Gryfino – zlikwidowany pododdział Wojsk Ochrony Pogranicza wykonujący kontrolę graniczną osób, towarów i środków pływających bezpośrednio w przejściach granicznych na granicy z Niemiecką Republiką Demokratyczną.

## Formowanie i zmiany organizacyjne
W 1947 w Gryfinie zorganizowano rzeczny przejściowy punkt kontrolny o etacie nr 7/33 o stanie 13 żołnierzy + 1 pracownik cywilny w strukturach 3. Szczecińskiego Oddziału WOP.
W 1948 Graniczna Placówka Kontrolna nr 11 „Gryfin” (rzeczna) podlegała 8 Brygadzie Ochrony Pogranicza .
1 lipca 1965 WOP podporządkowano Ministerstwu Obrony Narodowej, Dowództwo WOP przeformowano na Szefostwo WOP z podległością Głównemu Inspektoratowi Obrony Terytorialnej. Do Ministerstwa Spraw Wewnętrznych odeszła cała kontrola ruchu granicznego oraz ochrona GPK. Tym samym naruszono jednolity system ochrony granicy państwowej. GPK Gryino weszła w podporządkowanie Wydziału Kontroli Ruchu Granicznego Komendy Wojewódzkiej Milicji Obywatelskiej, kontrolę graniczną wykonywali funkcjonariusze Milicji Obywatelskiej podlegli MSW.
1 października 1971 WOP został podporządkowany pod względem operacyjnym, a od 1 stycznia 1972 pod względem gospodarczym MSW. Do WOP powrócił cały pion kontroli ruchu granicznego wraz z przejściami. Przywrócono jednolity system ochrony granicy państwowej. GPK Gryino podlegała bezpośrednio pod sztab 12 Pomorskiej Brygady WOP w Szczecinie.
31 lipca 1990 Graniczna Placówka Kontrolna Gryfino była w strukturach Pomorskiej Brygady WOP w Szczecinie.

## Ochrona granicy
- 1972 – 25 kwietnia zarządzeniem dowódcy WOP opartym na ustaleniach polsko-enerdowskich dowódcy zachodnich brygad WOP otrzymali polecenie zorganizowania wspólnej z organami NRD kontroli granicznej ruchu rzecznego w miejscowościach Eisenhüttenstadt, Frankfurt nad Odrą, Hohensalten, Widuchowa, Gartz, Gryfino i Mescherin. Organy graniczne sprawowały tam kontrolę ruchu towarowego i pasażerskiego jaki odbywał się między Polską a Niemiecką Republiką Demokratyczną. Wspólną kontrolą objęty został także ruch turystyczny w miejscowościach: Miłów, Kostrzyn, Widuchowa i Gryfino. Poza wspólną kontrolą pozostały jedynie statki towarowe i pasażerskie płynące Odrą w ruchu wewnętrznym każdego państwa[9].

### Podległe przejście graniczne
- Gryfino (Odra Zachodnia) (rzeczne).

## Wydarzenia
- 13 grudnia 1981–22 lipca 1983 – (stan wojenny w Polsce), po wprowadzeniu ograniczeń w ruchu granicznym część niewykorzystanej kadry GPK przerzucono do strażnic w celu wspomożenia bezpośredniej ochrony granicy. W stan gotowości były postawione pododdziały odwodowe. Wzmocniono kontrolę ruchu jednostek pływających[10].

## Dowódcy/komendanci granicznej placówki kontrolnej
- ppor. Ryszard Ochnicki[11]
- Tadeusz Sołtysik[11] p.o. (15.10.1965–31.12.1966)[b][12]
- kpt. Tadeusz Sołtysik[11] (1.01.1967–28.02.1970)[12]
- mjr Teodor Adamczyk[11] (16.04.1970[c]–5.10.1982)[13]
- mjr Zygmunt Ostrowski[11]
- kpt./mjr Ryszard Stefaniak[11] (1.12.1984[d]–25.11.1986)[14]
- kpt. Kurzyński[11]
- kpt. Kazimierz Wakuluk[11] (1.05.1989[e]–był 31.07.1990)[8].